# Goyrans
Goyrans ist eine südfranzösische Gemeinde mit 847 Einwohnern (Stand: 1. Januar 2022) im Département Haute-Garonne in der Region Okzitanien (vor 2016 Midi-Pyrénées). Sie gehört zum Arrondissement Toulouse und zum Kanton Castanet-Tolosan. Die Einwohner werden Goyranais genannt.

## Geographie
Goyrans liegt etwa 13 Kilometer südlich von Toulouse an der Ariège, die die Gemeinde im Westen begrenzt, und gehört dem 2001 gegründeten Gemeindeverband Sicoval an. Nachbargemeinden von Goyrans sind Lacroix-Falgarde im Norden, Aureville im Osten, Clermont-le-Fort im Süden und Südosten, Labarthe-sur-Lèze im Westen und Südwesten, Pins-Justaret im Westen sowie Pinsaguel im Nordwesten.

## Bevölkerungsentwicklung
| 1962                      | 1968 | 1975 | 1982 | 1990 | 1999 | 2006 | 2019 |
| ------------------------- | ---- | ---- | ---- | ---- | ---- | ---- | ---- |
| 121                       | 137  | 226  | 417  | 539  | 809  | 862  | 843  |
| Quelle: Cassini und INSEE |      |      |      |      |      |      |      |

## Sehenswürdigkeiten

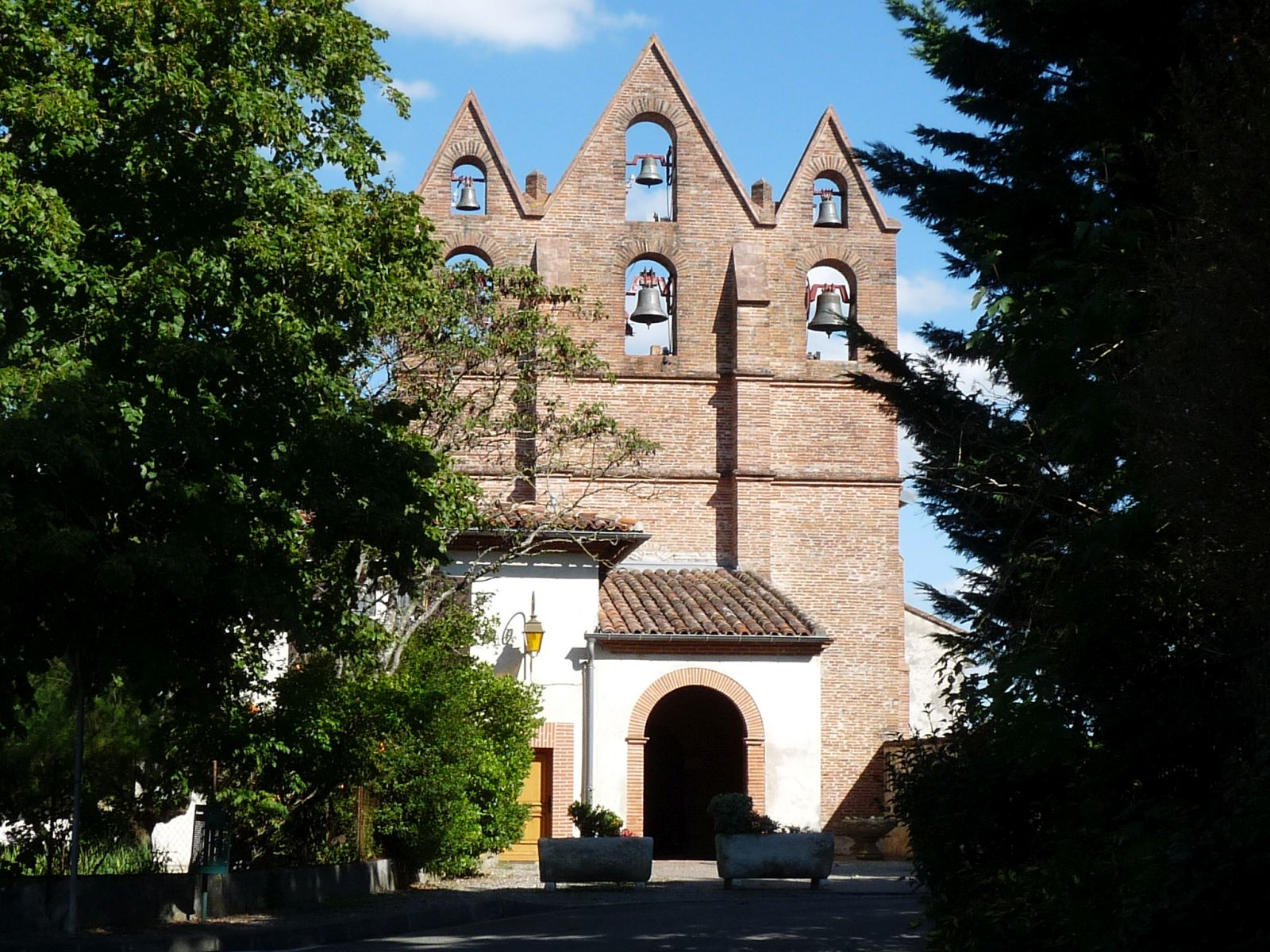
Kirche Saint-Pierre

- Kirche Saint-Pierre